# Tào Điệu công
Tào Điệu công (chữ Hán: 曹悼公; trị vì: 523 TCN-515 TCN), tên thật là Cơ Ngọ (姬午), là vị vua thứ 22 của nước Tào – chư hầu nhà Chu trong lịch sử Trung Quốc.
Tào Điệu công là con của Tào Bình công – vua thứ 21 nước Tào. Năm 524 TCN, Tào Bình công mất, Cơ Ngọ lên nối ngôi, tức là Tào Điệu công.
Năm 521 TCN, nước Tống có loạn họ Hoa, họ Hướng. Tào Điệu công cử Hàn Hồ mang quân hợp binh với quân nước Tấn, quân nước Vệ cùng cứu vua Tống. Liên quân đánh tan quân họ Hoa.
Theo Sử ký, năm 515 TCN, Tào Điệu công sang triều kiến Tống, bị Tống Cảnh công bắt giam. Sau này ông mất tại nước Tống. Kinh Xuân Thu chép việc này khác, rằng Tào Điệu công mất trong nước vào tháng 10 năm 515 TCN.
Tào Điệu công ở ngôi được 9 năm. Người nước Tào lập em ông là Cơ Dã lên nối ngôi, tức là Tào Thanh công.